# Djiboutis herrlandslag i fotboll
Djiboutis fotbollslandslag representerar Djibouti i fotboll för herrar. Landets fotbollsförbund heter Fédération Djiboutienne de Football. Förbundskapten är Abdourahman Okie Hadi.

## Historia
Laget spelade sin första match den 5 december 1947 som Franska Somaliland (senare Franska Afar- och Issaterritoriet, därefter Djibouti) mot Etiopien, och föll med 0–5.
Förbundet anslöt sig 1994 till Fifa och den afrikanska fotbollskonfederationen, vilket innebar att Djibouti kunde delta i kvalspel till VM respektive afrikanska mästerskapet. Man har deltagit i kval till afrikanska mästerskapet några gånger, men aldrig lyckats kvalificera sig för mästerskapet. Många gånger har Djibouti av ekonomiska skäl avstått från att delta i kvalspel.
Det första VM-kval Djibouti deltog i var kvalet till VM 2002.
Trots att de spelade sin första match 1947 dröjde det länge innan de vann sin första FIFA-sanktionerade match (mot Somalia i kvalet till VM 2010).